# Generale Wade Eiling
Il Generale Wade Eiling, a volte noto solo come Il Generale, è un criminale che compare nei fumetti pubblicati da DC Comics.
Il Generale Eiling fece la prima comparsa in un carne e ossa nella prima stagione della serie televisiva The Flash interpretato dall'attore Clancy Brown.

## Storia di pubblicazione
Wade Eiling comparve per la prima volta in Captain Atom n. 1 (marzo 1987) e fu creato da Cary Bates e Pat Broderick.

## Biografia del personaggio

### Capitan Atomo
Wade Eiling è un esperto tattico militare che ricattò l'accusato Nathaniel Adam per aver partecipato all'esperimento atomico che tramutò Nathaniel nell'essere nucleare noto come Capitan Atomo, e che causò la scomparsa di Adam per 18 anni. Questo fu considerato un fallimento da Eiling e da Heinrich Megala, lo scienziato principale del progetto. Cercarono di ripetere l'esperimento, cosa che terminò con la creazione di Major Force.
Durante i 18 anni di scomparsa di Adam, Eiling ne sposò la moglie e agì da padre ai suoi due figli. Eiling manipolò Capitan Atomo perché servisse persino nell'esercito. Il suo primo tentativo, una possibilità per Adam di vedere i suoi figli in cambio del ritrovamento di un sottomarino, fu un disastro nel n. 3 della serie del 1980 Captain Atom. Tutto ciò imbarazzò Eiling di fronte ai suoi superiori. Lo stesso numero mostrò in dettaglio a storia di copertina di Capitan Atomo che Eiling aiutò a creare quello che, in parole sue, è "uno scenario talmente inverosimile e forzata da sembrare autentica". I suoi continui conflitti con Capitan Atomo furono una trama principale per la serie del 1980. Eiling formò anche una relazione di intenso antagonismo con Mengala.

### Hacker Files
Il Generale Wade Eiling comparve in un cameo in SoftWar, la prima vera storia della maxi-serie del 1993 The Hacker Files.

### JLA
In JLA n. 24 dopo essergli stato diagnosticato un tumore cerebrale inoperabile, Eiling inviò una squadra militare per salvare il corpo indistruttibile del secondo Shaggy Man dall'oceano Pacifico dove lo fece radere. Lanterna Verde e Aquaman cercarono di fermare il gruppo dal ritrovare il corpo, ma i loro sforzi furono inutili.
Il Generale ritornò alla sua base d'operazione, Threshold. Da lì orchestrò un assalto militare alla Justice League. Rispondendo ad una chiamata di aiuto da Phoenix, Arizona, la JLA fu attaccata da forze militari americane. Alla testa dell'offensiva vi era una nuova squadra di super eroi chiamata Ultramarine Corps. Reclutato e geneticamente incrementato dalla squadra di scienziati di Eiling, gli Ultramarines mostrarono subito segni di malattie terminali. Nel frattempo, Batman, la Cacciatrice e Plastic Man rintracciarono Eiling a Threshold, dove scoprirono che il Generale trasferì i suoi schemi cerebrali nel corpo indistruttibile di Shaggy Man.
La JLA si batté con i militari e il Corpo fino a JLA n. 26 (febbraio 1999). Le forze di Eiling considerarono l'ammutinamento come dubbio contro l'attacco alla League. Superman, i cui super sensi diagnosticarono le malattie degli Utramarine, persuase gli Ultramarine Corps che Eiling li utilizzò e li tradì. I membri dei Corps, che furono volontari per il servizio in buona fede, cambiarono parte e si allearono con la JLA contro Threshold.
Anche con l'unione di forze della League e degli Ultramarines, il Generale era inarrestabile. Batman notò che i limiti tattici di Eiling e la sua concentrazione diminuirono in questa sua nuova forma artificiale. Lavorando insieme, la squadra combatté il mostro su una piattaforma di teletrasporto di materia. Eiling fu teletrasportato su 433 Eros, un "chiodo di roccia", lunghezza di 6 miglia, nel cuore della cintura di asteroidi del sistema solare.
Il Generale Eiling comparve anche nel 5° numero del fumetto spin-off Justice League Unlimited.

### Gang dell'Ingiustizia
Il Generale rimase sull'asteroide per diversi mesi, finché Queen Bee non lo reclutò nella nuova Gang dell'Ingiustizia di Lex Luthor. Eiling si batté contro la Justice League per la seconda volta come parte di un attacco coordinato, questa volta utilizzando un mitragliatore enorme. Dichiarò che la League sbagliò a bandirlo sull'asteroide senza processo. La battaglia si spostò sulla nave da guerra di un marziano bianco che al momento si trovava dentro la Zona Fantasma. Qui, Eiling affermò che il suo piano di voler utilizzare armi di distruzione di massa sulla Terra stessa. Sturmer, il cane da guerra di Orion partecipò ad un inganno verso Eiling. Il cane affrontò l'uomo attraverso la camera di compensazione della nave, fino alla Zona Fanstasma. Tutto ciò mise Superman in angoscia, ma Orion lo assicurò che Sturmer aveva scelto di propria volontà.

### Ritorno come minaccia
Essendo in qualche modo evaso, da allora comparse nei fumetti della JSA combattendo contro Hal Jordan. Fu uno dei centinaio di criminali reclutati nella Società. Partecipò alla Battaglia di Metropolis, il primo passo della guerra della Società agli eroi. Naturalmente il tentativo fallì. Più avanti, fu reclutato nella Suicide Squad, dove i suoi poteri rigenerativi erano sensibilmente diminuiti. Tradì la squadra con il loro obiettivo da eliminare. Rick Flag detonò la bomba presente nella testa di Eiling, mettendo fine alla minaccia. La sua testa e il suo cervello si rigenerarono, ma risultarono affetti da amnesia. Eiling continuò a servire come membro della Squad fino a Salvation Run. Questo fu il nome del programma che esiliò i super criminali su un pianeta distante simile alla Terra senza un processo.

### The New 52
Nel settembre 2011, The New 52 rinnovò la continuità DC. In questa nuova linea temporale, il personaggio di Capitan Atomo ebbe nuove origini, e dove il Generale Eiling comparve per la prima volta in una tuta anti-radiazione mentre fiancheggiava Capitan Atomo. Il Generale Eiling disse a Capitan Atomo di mettersi in linea in quanto era una super arma che avrebbe mantenuto l'America all'apice. Quando Capitan Atomo gli disse che non sarebbe stato solo un'altra bomba atomica per loro, il Generale Eiling cercò di metterlo in quarantena. Mentre affermò che non poteva né bere né mangiare, Capitan Atomo contrastò con ciò che i militari gli gettavano addosso.

## Poteri e abilità
Il Generale Wade Eiling è un militare esperto.
Nel corpo rasato di Shaggy Man, Eiling possiede forza, resistenza e velocità super umane così come un fattore di guarigione rigenerante.

## Altre versioni

### Vendicatori/JLA
- Il Generale fu tra i criminali controllati mentalmente alla difesa della roccaforte di Krona quando gli eroi la assaltarono nel n. 4. Fu sconfitto da Iron Man e Visione.

## In altri media

### Televisione
- Il Generale Wade Eiling comparve nella serie animata Justice League Unlimited, doppiato in originale dall'attore J. K. Simmons. Introdotto in "Cuore scuro", qui era un generale delle forze aeree degli Stati Uniti in guerra contro i costrutti nanomeccanici. Dopo che il Cuore Scuro fu spento dall'Atomo, Eiling e i suoi uomini confiscarono il dispositivo, facendo minacciosi commenti a proposito del satellite laser che la Justice League utilizzò per trattenere le nanomacchine. Il Generale Eilingfu successivamente mostrato come membro del Progetto Cadmus. In "Giudizio finale", arrivò al punto di inviare testate da guerra nucleari al fine di distruggere Doomsday, ben consapevole che avrebbe ucciso persone innocenti e anche Superman. Più avanti costrinse Capitan Atomo a decidere da che parte stare: con la USAF o la League. Quando Batman si confrontò con la Waller, Batman batté Eiling senza neanche sforzarsi. Dopo che Cadmus fu smantellato, Eiling fu relegato ad una posizione che egli descrisse come quella di uno spingi-matite. Infelice di questa situazione e ancora ritenendo gli esseri super potenti delle minacce per l'umanità come visto in "Senso Patriottico", si iniettò il siero del super soldato Capitan Nazi, tramutandosi in un umanoide sfigurato super forte ed enorme simile nell'aspetto a quello dei tempi dei fumetti, con l'eccezione di avere quattro dita alle mani e ai piedi. Incapace di fermare Superman, si batté invece con i membri non-super potenti della League: Freccia Verde, Speedy, il Cavaliere Splendente, Crimson Avenger, Vigilante, Stargirl e S.T.R.I.P.E.. Sconfisse il gruppo con facilità prima di essere convinto da un gruppo di civili e una donna anziana (doppiata in originale dall'attrice CCH Pounder, che doppia anche Amanda Waller). Prima di andarsene, testardo insistette ancora di avere "ragione" e disse loro che sarebbe ritornato se la Justice League fosse divenuta una minaccia maggiore.
- Il Generale Wade Eiling comparve nella serie animata Young Justice, doppiato in originale dall'attore Jeff Bennett. Nell'episodio "A prova di errore", un esercizio di allenamento mentale condotto da Martian Manhunter vide Eiling guidare l'esercito statunitense nella difesa di Washington D.C. da un'invasione aliena mentre la League era apparentemente scomparsa. Nell'episodio "L'ascesa dei cavalieri", Eiling guidò l'esercito quando Despero e L-Ron circondarono la Sala di Giustizia con un campo di forza massiccio e il militare tentò di disabilitarlo finché l'Ambasciatore dei Reach li disattivò con successo. Eiling fu presente insieme a Tseng quando Capitan Atomo rivelò l'esistenza della Torre di Guardia.
- Il Generale Wade Eiling comparve nella serie televisiva The Flash, interpretato dall'attore Clancy Brown[9]. Un generale dell'esercito statunitense con due stelle, lavorò con i Laboratori S.T.A.R. cinque anni prima dello sviluppo di un mezzo per la creazione di interrogazione psichica finché non si scoprì che aveva abusato del soggetto proposto per i test. Eiling fece il suo debutto nell'episodio "Plastique", dove guidò una task force alla cattura di Bette Sans Souci per le sue abilità metaumane. Anche se fu costretto a sparare a Bette mentre Flash la portò correndo sull'acqua per farla detonare scoprendo così anche l'identità di Flash, Eiling coprì la morte di Souci affermando che l'esercito stava eseguendo degli esperimenti sugli esplosivi subacquei. Eiling ricomparve poi in "L'uomo nucleare" e in "Gorilla Grodd", catturando Martin Stein per utilizzare le abilità di Firestorm rivelando così la vera identità di Flash ad Eobard Thawne. Eiling, però, fallì nel catturare Firestorm e si ritrovò rapito dall'Anti-Flash nelle fogne, dove poi fu trascinato via da Gorilla Grodd. Eiling ritornò poi in "Grodd vive", dove ora si ritrovò sotto il controllo mentale di Grodd che lo usò, sotto l'identità di un uomo mascherato, per rubare auto blindate sotto tiro; Joe West lo rinominò Goldfinger. Dopo averlo catturato e smascherato mentre veniva a conoscenza che non agiva sotto volontà propria, il Team Flash misero Eiling nella prigione speciale per metaumani fino alla sconfitta di Grodd. Eiling espresse la volontà di aiutare Flash in quanto uniti da un nemico comune, l'Anti-Flash.

### Video giochi
- Il Generale Wade Eiling (come Il Generale) comparve nella versione Nintendo DS di Justice League Heroes.